# Giacomo Gentili il Giovane

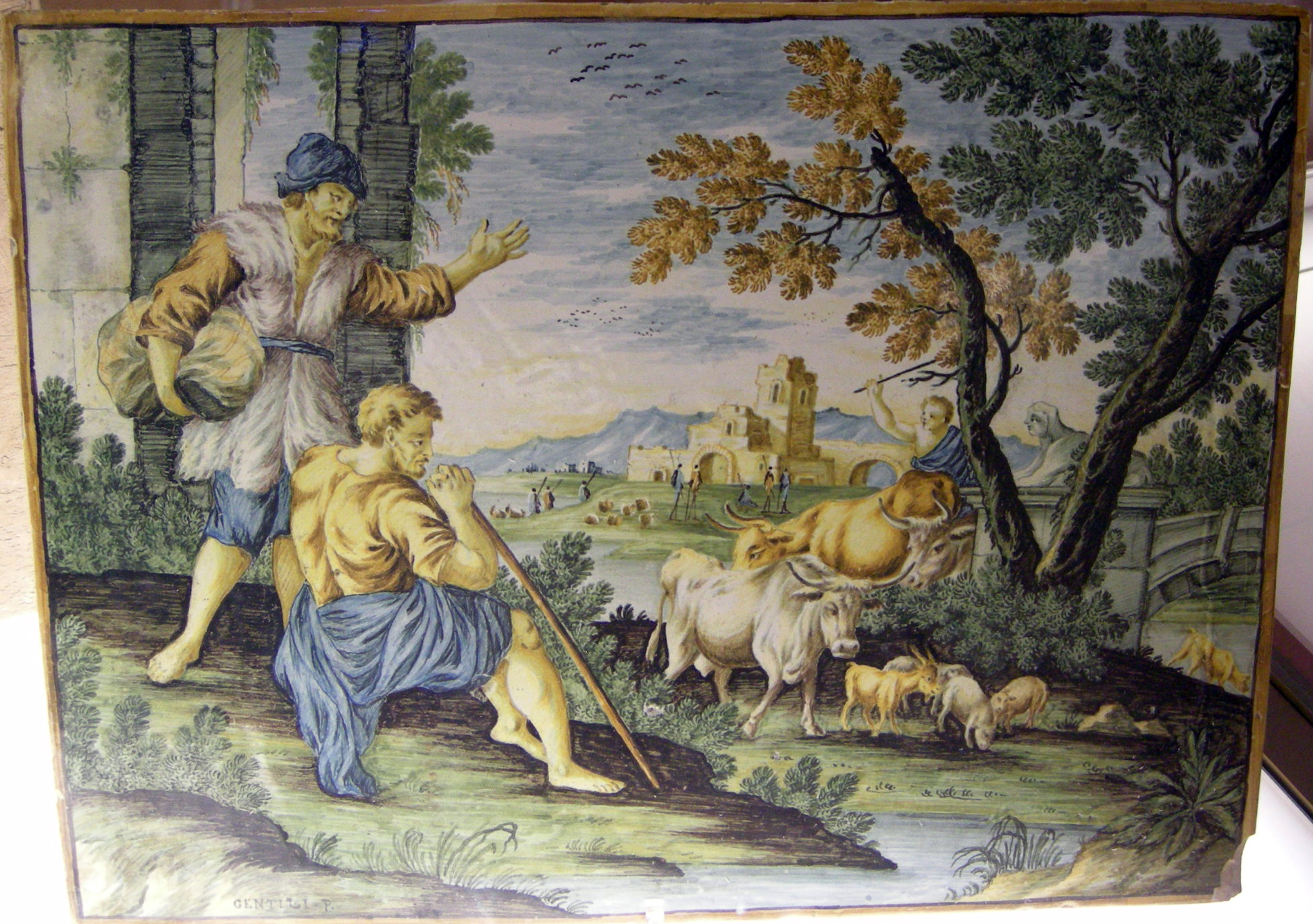
Maiolica di Castelli, Giacomo Gentili il Giovane, Scena pastorale Galleria Nazionale delle Marche (Urbino)

Giacomo Gentili il Giovane (Castelli, 5 febbraio 1717 – Castelli, 4 febbraio 1765) è stato un ceramista italiano.

## Biografia
Giacomo Gentili il Giovane era figlio del ceramista di Castelli Carmine e di Caterina Amicucci ed era fratello di Bernardino. Si formò e lavorò nella bottega di famiglia e la sua produzione ceramica si affianca quindi, e in certi casi poco si distingue da quella del padre Carmine e del fratello Bernardino Gentili il Giovane. A settembre 1748 si recò a Napoli, per vendere vasellame artistico da lui decorato. Dipinse temi a soggetto sacro e mitologico e anche idilliache scene pastorali, con animali dagli occhi espressivi e che si ispiravano ad opere di Philipp Peter Roos, noto come Rosa da Tivoli.
La critica gli ha attribuito ceramiche istoriate, (Fittipaldi, pp. 140-142) tra cui sei piattini al Museo di San Martino, di Napoli, i cui soggetti sono ispirati alla serie di incisioni di Odoardo Fialetti Scherzi d'Amore. Un suo piatto con Venere che flagella Amore sorretto da un putto è riferibile ad una incisione di Agostino Carracci.. Al Museo di San Martino, la serie di piattini con Susanna e i vecchioni, Tritone, Nereide e putti e Anchise allaccia il sandalo a Venere, è a lui attribuita.

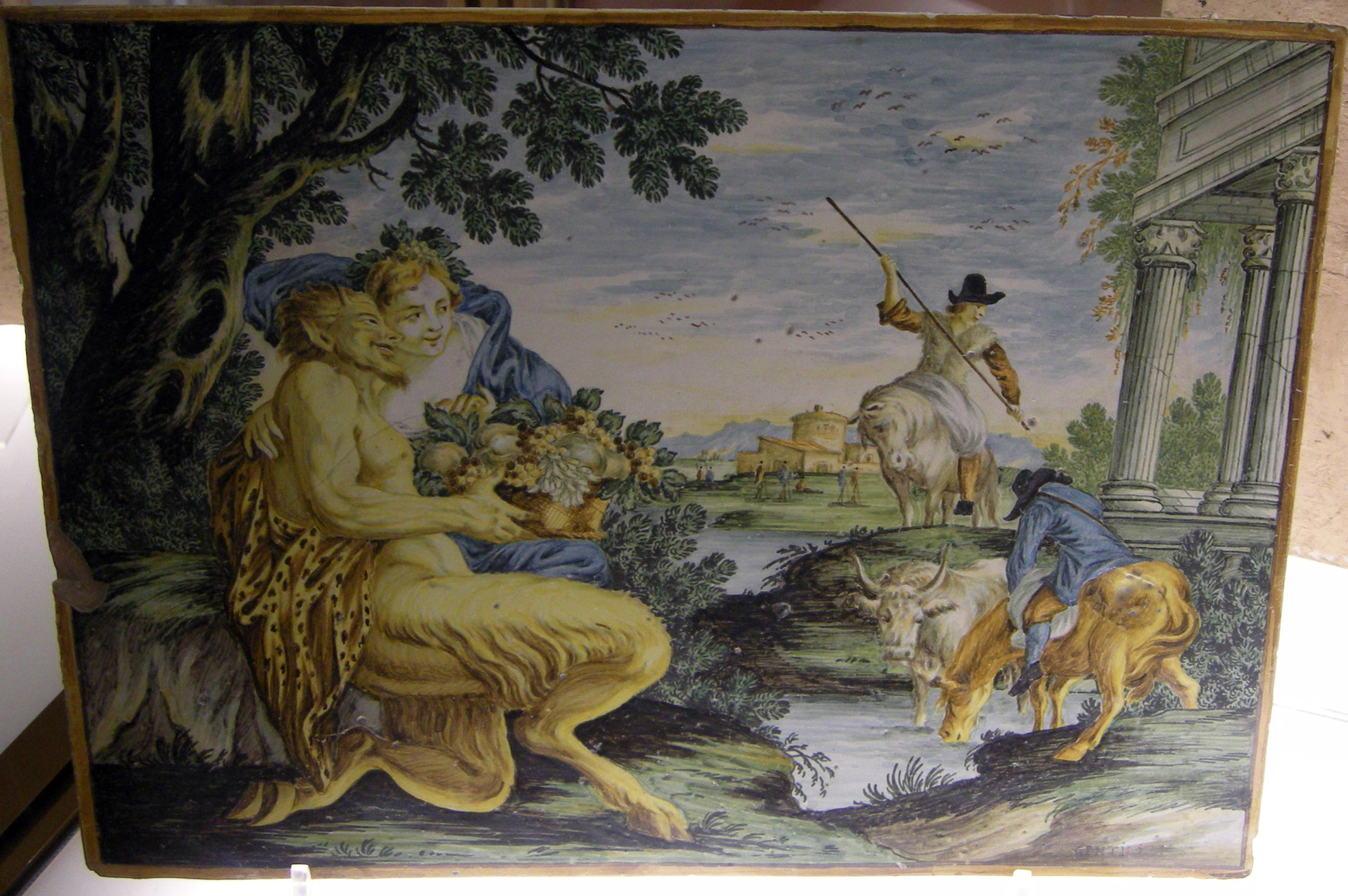
Maiolica di Castelli, Giacomo Gentili il Giovane, Fauno e ninfa in paesaggio pastorale, Galleria Nazionale delle Marche (Urbino)

Un tondo istoriato con Adorazione del vitello d'oro, conservato nelle raccolte del Castello Sforzesco, sembra di sua mano.
Nella collezione Acerbo, ora alla Galleria delle antiche ceramiche abruzzesi di Loreto Aprutino, c'è una Adorazione dei pastori e una Adorazione dei Magi che riproducono la suggestione del presepe napoletano e potrebbero essere un ricordo del viaggio che Giacomo fece a Napoli. Di sua mano sono anche il piatto con Galatea ed Aura e l'ovale con la Battaglia tra Turchi e cavalieri cristiani, al Museo di San Martino. Una possibile sua firma, sul retro delle targhe, è una J  realizzata a puntini bianchi.

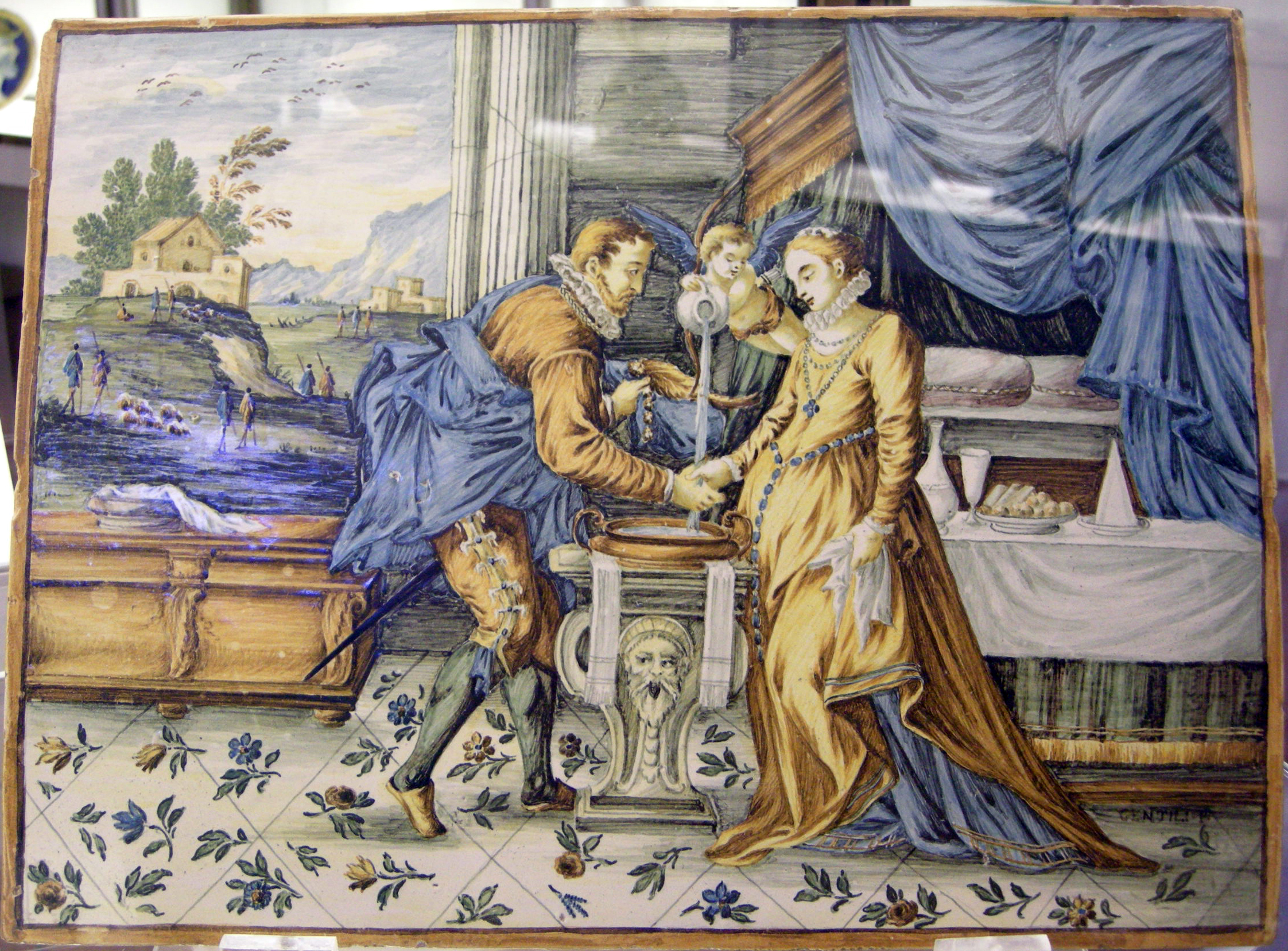
Maiolica di Castelli, Giacomo Gentili il Giovane, Sposalizio, Galleria Nazionale delle Marche (Urbino)